# لاکیتلک
لاکیتلک (به مجاری:  Lakitelek) یک منطقهٔ مسکونی در مجارستان است که در ناحیه تیساکچکه‎ واقع شده‌است. لاکیتلک ۵۴٫۶۶ کیلومتر مربع مساحت و ۴٬۴۱۱ نفر جمعیت دارد.